# Bahad 16
Bahad 16 (en hebreu: בה"ד 16) és el nom de la unitat de recerca i rescat (en anglès: Search and rescue), que pertany al comandament del front domèstic de les FDI. La base d'entrenament i operacions es troba en la localitat de Tzrifin. La unitat funciona durant els desastres naturals i les catàstrofes, tant en el seu país com a l'estranger. Bahad 16 es va crear en el mes de febrer de l'any 1992 després de la Guerra del Golf. La unitat de reçerca i rescat de les FDI serveix i està preparada per fer front als desastres naturals com ara terratrèmols i les inundacions, desastres civils, i com a resposta als atacs militars o paramilitars, i els atacs amb coets Qassam.

## Operacions

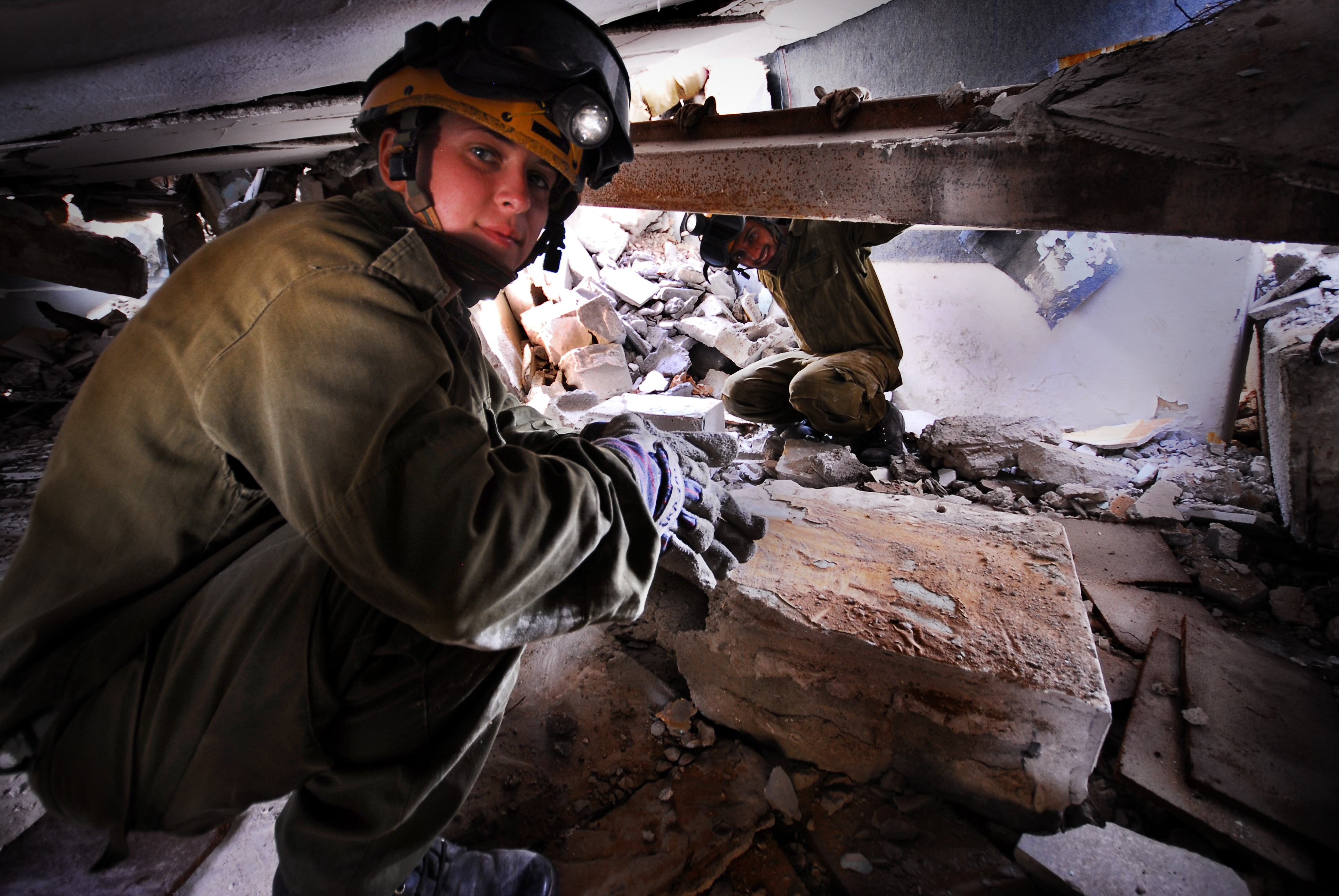
Membres de la unitat entrenant-se.

Des de la seva formació, la unitat ha treballat a Israel i a l'exterior, a països com ara; Turquia, Filipines, Haití i Nepal.
- (1999) Després del terratrèmol de İzmit, a Turquia, la unitat va ser enviada per ajudar en els esforços de reçerca a prop de la base naval de Gölcük.
- (2001) Després del col·lapse i l'ensorrament de la sala de noces Versailles a Jerusalem, Israel, la unitat Bahad 16 va arribar al lloc del desastre. Durant l'operació de rescat es van trobar 23 cossos i 3 persones amb vida.
- (2005) Revadim, Israel. Descarrilament, accident de tren.
- (2005) Jaffa, Israel. una grua es va ensorrar sobre un edifici.
- (2006) Nairobi, Kenya. Després de l'ensorrament d'un edifici de cinc plantes a prop de Nairobi, Kenya, el 23 de gener de l'any 2006, la unitat Bahad 16 va arribar 23 hores després del desastre, aleshores encara hi havia dues persones entre les runes, finalment les dues persones van ser evacuades i es van recuperar després d'una breu estada en el hospital.
- (2006) Tel-Aviv, Israel. Ensorrament, explosió de gas.
- (2006) Beit Yehoshua, Israel. Descarrilament, accident de tren.
- (2010) Terratrèmol d'Haití. Port-au-Prince. Després d'un terratrèmol de magnitud 7.0, la unitat va ser enviada com a part de la delegació israeliana.
- (2015) Nepal. Després de diversos terratrèmols mortals, Israel va enviar ajuda humanitària al Nepal, amb més de 250 persones entre personal mèdic i de rescat.